# Franz Bienert
Franz Bienert (16. ledna 1847 – 31. července 1889 Soběnice) byl rakouský politik německé národnosti z Čech, v 2. polovině 19. století poslanec Říšské rady.

## Biografie
Byl statkářem v Soběnicích.
Působil jako poslanec Říšské rady (celostátního parlamentu Předlitavska), kam usedl doplňovacích volbách roku 1887 za kurii venkovských obcí v Čechách, obvod Litoměřice, Štětí atd. Nastoupil 28. ledna 1887 místo zesnulého Josefa Stibitze. Poslancem byl do své smrti roku 1889. Pak ho v parlamentu nahradil Franz Böns. Ve volebním období 1885–1891 se uvádí jako Franz Bienert, statkář, bytem Soběnice.
Profiloval se jako německý liberál (tzv. Ústavní strana). Na Říšské radě se připojil k poslaneckému Německému klubu (Deutscher Club), který po předchozím rozpadu klubu Sjednocené německé levice sdružoval národovecky radikálnější (mladoněmeckou) platformu.
Zemřel v červenci 1889 ve věku 43 let[rozpor]. Před smrtí trpěl těžkými bolestmi hlavy.